# Chrysina adolphi
Chrysina adolphi es una especie de escarabajo del género Chrysina, familia Scarabaeidae. Fue descrita científicamente por Chevrolat en 1859.
Especie nativa de la región neotropical. Habita en México.